# Haxtun
Haxtun est une ville américaine située dans le comté de Phillips dans le Colorado.
Selon le recensement de 2010, Haxtun compte 946 habitants. La municipalité s'étend sur 0,54 milles carrés (1,4 km2).
Le nom de la ville ferait référence à Haxtun Landing, dans l'Etat de New York, où l'un des fondateurs de la ville a passé son enfance. D'autres pensent qu'il s'agit du nom de famille d'un dirigeant d'une compagnie de chemin de fer.

## Démographie
| 1910 | 1920  | 1930  | 1940 | 1950  | 1960 |
| ---- | ----- | ----- | ---- | ----- | ---- |
| 341  | 1 118 | 1 027 | 985  | 1 006 | 990  |

| 1970 | 1980  | 1990 | 2000 | 2010 | - |
| ---- | ----- | ---- | ---- | ---- | - |
| 899  | 1 014 | 952  | 982  | 946  | - |